# ایست ویلیستون (فلوریدا)
ایست ویلیستون (به انگلیسی: East Williston) یک منطقهٔ مسکونی در ایالات متحده آمریکا است که در شهرستان لوی، فلوریدا قرار دارد. ایست ویلیستون ۷٫۸ کیلومتر مربع مساحت و ۶۹۴ نفر جمعیت دارد.